# توماس برتیس
توماس برتیس (انگلیسی: Thomson Burtis؛ ۱۸۹۶ – ۱۹۷۱) نویسنده و فیلم‌نامه‌نویس اهل ایالات متحده آمریکا بود.
از فیلم‌هایی که وی در آن‌ها نقش داشته‌است، می‌توان به مدیسن اسکوئر گاردن و در اکلاهمای سابق اشاره نمود.